# Dorstenia soerensenii
Dorstenia soerensenii är en mullbärsväxtart som beskrevs av Ib Friis. Dorstenia soerensenii ingår i släktet Dorstenia och familjen mullbärsväxter. Inga underarter finns listade i Catalogue of Life.